# Conquistador (poemat)

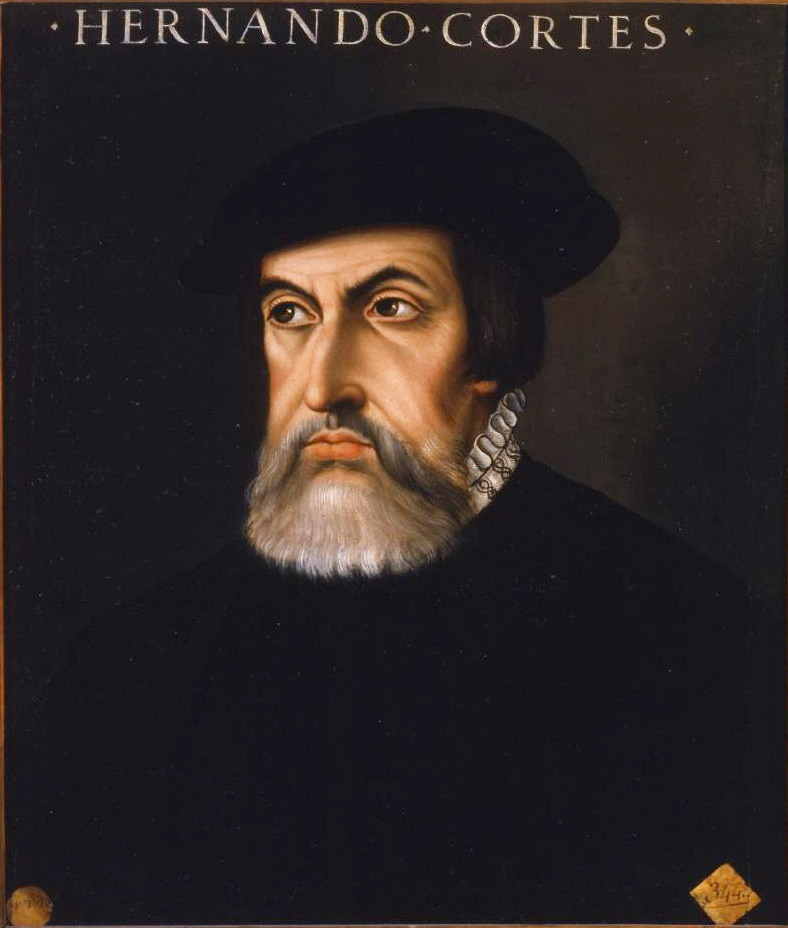
Ferdynand Cortez

Conquistador (Konkwistador) – poemat epicki amerykańskiego poety Archibalda MacLeisha, opublikowany w 1932, opowiadający o podboju Meksyku przez Hiszpanów dowodzonych przez Ferdynanda Corteza. Utwór został wyróżniony Nagrodą Pulitzera w dziedzinie poezji za 1933.